# Harald Reinkind
Harald Reinkind (* 17. August 1992 in Tønsberg) ist ein norwegischer Handballspieler.

## Karriere

### Verein
Harald Reinkind begann das Handballspielen im Alter von acht Jahren beim norwegischen Verein IL Gneist. Mit 13 Jahren schloss sich der Linkshänder Fyllingen Håndball aus Bergen an, mit deren Herrenmannschaft er seit seinem 16. Lebensjahr in der Postenligaen, der höchsten norwegischen Spielklasse, auflief. Mit Fyllingen nahm der 1,97 Meter große Rückraumspieler weiterhin an der EHF Champions League 2009/10, dem EHF-Pokal 2010/11 sowie dem EHF-Pokal 2013/14 teil. Im Sommer 2014 wechselte er zum deutschen Bundesligisten Rhein-Neckar Löwen, bei dem er einen Zweijahresvertrag unterschrieb. Im Sommer 2018 wechselte er zum THW Kiel.

### Nationalmannschaft
Bei der U21-Weltmeisterschaft 2013 wurde Reinkind ins All-Star-Team gewählt. Harald Reinkind bestritt bisher 176 Länderspiele für die norwegische A-Nationalmannschaft, sein Debüt gab er am 16. April 2011 in Rostock gegen Deutschland. Er nahm an der Europameisterschaft 2014 teil. Mit Norwegen wurde er 2019 Vize-Weltmeister. Ein Jahr darauf gewann er mit der Auswahl die Bronzemedaille bei der Europameisterschaft 2020. Mit Norwegen nahm er an den Olympischen Spielen in Tokio teil. Zudem nahm er an der Weltmeisterschaft 2023 teil.

## Saisonbilanzen
| Saison    | Verein             | Spielklasse  | Spiele | Tore | 7-Meter | Feldtore |
| --------- | ------------------ | ------------ | ------ | ---- | ------- | -------- |
| 2008/09   | Fyllingen Håndball | Postenligaen | 2      | 0    | 0       | 0        |
| 2009/10   | Fyllingen Håndball | Postenligaen | 22     | 17   | 0       | 17       |
| 2010/11   | FyllingenBergen    | Postenligaen | 21     | 64   | 0       | 64       |
| 2011/12   | FyllingenBergen    | Postenligaen | 31     | 126  | 2       | 124      |
| 2012/13   | FyllingenBergen    | Postenligaen | 24     | 103  | 2       | 101      |
| 2013/14   | FyllingenBergen    | Postenligaen | 30     | 142  | 8       | 134      |
| 2014/15   | Rhein-Neckar Löwen | Bundesliga   | 36     | 64   | 0       | 64       |
| 2015/16   | Rhein-Neckar Löwen | Bundesliga   | 28     | 66   | 0       | 66       |
| 2016/17   | Rhein-Neckar Löwen | Bundesliga   | 33     | 46   | 0       | 46       |
| 2017/18   | Rhein-Neckar Löwen | Bundesliga   | 34     | 61   | 0       | 61       |
| 2018/19   | THW Kiel           | Bundesliga   | 34     | 58   | 0       | 58       |
| 2019/20   | THW Kiel           | Bundesliga   | 26     | 89   | 0       | 89       |
| 2020/21   | THW Kiel           | Bundesliga   | 38     | 134  | 0       | 134      |
| 2021/22   | THW Kiel           | Bundesliga   | 34     | 116  | 1       | 115      |
| 2022/23   | THW Kiel           | Bundesliga   | 34     | 113  | 0       | 113      |
| 2023/24   | THW Kiel           | Bundesliga   | 31     | 80   | 0       | 80       |
| 2024/25   | THW Kiel           | Bundesliga   | 7      | 10   | 0       | 10       |
| 2008–2014 | alle               | Postenligaen | 126    | 452  | 12      | 440      |
| 2014–2025 | alle               | Bundesliga   | 335    | 837  | 1       | 836      |
| 2008–2025 | alle               | alle         | 461    | 1289 | 13      | 1276     |

## Erfolge
- im Verein
  - Deutscher Meister 2016 und 2017 mit den Rhein-Neckar Löwen
  - Deutscher Meister 2020, 2021 und 2023 mit dem THW Kiel
  - DHB-Supercup 2016 und 2017 mit den Rhein-Neckar Löwen
  - DHB-Supercup 2020, 2021, 2022 und 2023 mit dem THW Kiel
  - DHB-Pokal 2018 mit den Rhein-Neckar Löwen
  - DHB-Pokal 2019, 2022 und 2025 mit dem THW Kiel
  - EHF-Pokal 2019 mit dem THW Kiel
  - EHF Champions League 2020 mit dem THW Kiel
- in der Nationalmannschaft
  - Vize-Weltmeister 2019
  - Bronze bei der Europameisterschaft 2020

## Sonstiges
Seine Schwester Marthe Reinkind spielte ebenfalls Handball.